# Succinylsulfathiazole
Succinylsulfathiazole là một sulfonamid. Nó cũng được đánh vần là succinylsulphathiazole, là một loại bột tinh thể màu trắng hoặc vàng trắng, hòa tan trong dung dịch nước của hydroxide kiềm và cacbonat nhưng hòa tan rất ít trong nước.
Thuốc được phân loại là thuốc tác dụng siêu dài. Khoảng 95% thuốc còn lại trong ruột và chỉ 5% được thủy phân từ từ thành Sulfathiazole và được hấp thu.
Thuốc được sử dụng cho hoạt động kháng khuẩn trong GIT. Liều là 10g - 20g mỗi ngày, được chia làm nhiều lần. 